# José Varacka
José Varacka (* 27. Mai 1932 in Buenos Aires; † 22. Oktober 2018) war ein argentinischer Fußballspieler und späterer -trainer.

## Spielerkarriere

### Vereinskarriere
José Varacka begann seine fußballerische Laufbahn im Jahre 1952 bei CA Independiente aus Avellaneda, einem industriellen Vorort von Argentiniens Hauptstadt Buenos Aires. Mit Independiente gewann er zwar in seinen acht Jahren bei dem Verein keinen nationalen Meistertitel, war jedoch Teil der Mannschaft von Independiente, die 1954 bei einer Europareise das Starensemble von Real Madrid um Alfredo Di Stéfano, Miguel Muñoz und Luis Molowny mit 6:0 besiegte. Nach 202 Ligaspielen für Independiente, in denen ihm zwei Tore gelangen, verließ Varacka 1960 den Verein und schloss sich River Plate, dem Nobelverein aus der Hauptstadt Buenos Aires, an. Auch hier gelang ihm kein nationaler Meistertitel, da in den Sechzigerjahren, Varacka spielte von 1960 bis 1965 bei River Plate, die dominierenden Vereine der Primera División eher die Boca Juniors, Independiente und Racing Club Avellaneda hießen. Die beste Platzierung mit River Plate war ein zweiter Rang in der Saison 1965 hinter dem großen Rivalen Boca Juniors. Noch im gleichen Jahr wechselte Varacka erneut den Verein und ging zu CA San Lorenzo de Almagro, ebenfalls aus Buenos Aires. Nach einem Jahr dort wechselte er nach Chile zum heutigen Rekordmeister CSD Colo-Colo aus Santiago de Chile. Dort und bei dem unterklassigen CS Miraflores in Peru ließ er seine Karriere bis 1967 ausklingen. Danach wurde er Fußballtrainer.

### Nationalmannschaft
In der argentinischen Fußballnationalmannschaft wurde José Varacka zwischen 1956 und 1966 28 Mal eingesetzt. Von Argentiniens Nationaltrainer Guillermo Stábile wurde er ins Aufgebot der Südamerikaner für die Fußball-Weltmeisterschaft 1958 in Schweden berufen. Bei dem Turnier, das für Argentinien mit dem enttäuschenden Aus nach der Vorrunde endete, wurde Varacka in allen drei Spielen seiner Mannschaft eingesetzt, ein Tor gelang dem als Verteidiger aufgestellten Varacka wie in allen seinen Länderspielen nicht. Nachdem er 1962 nicht im Kader Argentiniens stand, erlebte er mit der Fußball-Weltmeisterschaft 1966 in England sein zweites Weltchampionat. Diesmal erreichten die Argentinier, die eher durch überharten bis brutalen Einsatz als durch Spielfreude auffielen, das Viertelfinale, wo man allerdings am späteren Weltmeister England scheiterte. Varacka wurde bei dem Turnier nicht eingesetzt.

## Trainerkarriere
Nach dem Ende seiner aktiven Karriere als Fußballspieler wurde José Varacka Fußballtrainer. Er trainierte unter anderem zunächst Gimnasia y Esgrima de La Plata, dann die Boca Juniors und später auch River Plate. 1981 rettete er die Argentinos Juniors erst am letzten Spieltag durch ein 1:0 gegen seinen ehemaligen Verein CA San Lorenzo de Almagro vor dem Abstieg aus der Primera División. Er blieb zwei weitere Jahre bei dem Verein, ehe er 1983 gehen musste. Im Jahr darauf wurden die Argentinos Juniors erstmals argentinischer Fußballmeister. Einen Titel in der Primera División hatte Varacka während seiner gesamten Trainertätigkeit und auch während seiner aktiven Zeit nie gewinnen können, einzig in Kolumbien gewann er zweimal die Primera División. Er coachte in dem Land insgesamt viermal Atlético Junior aus Barranquilla und gewann mit dem Verein 1977 und 1980 die Meisterschaft. Er war auch Co-Trainer von Vladislao Cap, der damals als Trainer der argentinischen Fußballnationalmannschaft fungierte, bei der Fußball-Weltmeisterschaft 1974 in Deutschland, wo Argentinien in der zweiten Finalrunde scheiterte.